# Australoleiopus marmoratus
Australoleiopus marmoratus är en skalbaggsart som beskrevs av Stefan von Breuning 1970. Australoleiopus marmoratus ingår i släktet Australoleiopus och familjen långhorningar. Inga underarter finns listade i Catalogue of Life.